# Toca-Me

Ver: Todos os EP's

Toca-Me é um extended play (EP) da banda portuguesa de rock UHF. Editado em junho de 1995 pela multinacional BMG.
Recupera três canções da coletânea Cheio (1995): os inéditos "Toca-me" e "Por Ti e Por Nós Dois", e a nova versão do tema "Caçada", que tinha sido editado originalmente no extended play Jorge Morreu, em 1979.
Este trabalho foi editado no âmbito de uma ação de campanha da luta contar a SIDA, com o apoio da Associação Abraço. A canção "Toca-me" aborda a desavença do casal, o diálogo surdo, o fim da relação. Sabendo que um simples toque de afeto, valeria mais do que mil palavras. Para esta edição, o tema foi adaptado ao esclarecimento pedagógico dessa doença. O toque sem qualquer perigo de contágio.

## Lista de faixas
O extended play é composto por três faixas em versão padrão. António Manuel Ribeiro é compositor em todas elas.
| EP             |                                                                          |                    |         |  |
| N.º            | Título                                                                   | Compositor(es)     | Duração |  |
| 1.             | "Toca-me (Amar os Anjos)"                                                | António M. Ribeiro | 4:11    |  |
| 2.             | "Por Ti e Por Nós Dois (Que a SIDA desliza e o ABRAÇO e o AMOR existem)" | António M. Ribeiro | 4:09    |  |
| 3.             | "Caçada (Polícias a correr, século XX, fotografia da cidade)"            | António M. Ribeiro | 1:58    |  |
| Duração total: | Duração total:                                                           | Duração total:     | 9:78    |  |

## Membros da banda
- António Manuel Ribeiro (vocal e guitarra acústica) [5]
- Fernando Delaere (baixo)  [5]
- Luís Espírito Santo (bateria)  [5]
- Renato Júnior (teclas e sintetizador)  [5]

Convidado
- Luís Miguel Nunes (guitarra)